# Cirolana (Anopsilana) lingua
Cirolana (Anopsilana) lingua is een pissebed uit de familie Cirolanidae. De wetenschappelijke naam van de soort is voor het eerst geldig gepubliceerd in 1987 door Bowman & Iliffe.